# Chthonius apollinis
Chthonius apollinis är en spindeldjursart som beskrevs av Volker Mahnert 1978. Chthonius apollinis ingår i släktet Chthonius och familjen käkklokrypare. Inga underarter finns listade i Catalogue of Life.